# Avram Iancu (okręg Alba)
Avram Iancu – wieś w Rumunii, w okręgu Alba, w gminie Avram Iancu. W 2011 roku liczyła 104 mieszkańców.